# 武田航平
武田 航平（たけだ こうへい、1986年1月14日 - ）は、日本の俳優、男性声優、ファッションモデル、歌手。東京都台東区出身。妻は女優の松山メアリ。

## 来歴
- 2001年、15歳で芸能界入り[3]。芸能界入りの理由は音楽が好きでバンドなどをやりたかったから。地元の先輩が事務所に入っていて当時のマネージャーにスカウトされた事がきっかけで芸能活動を開始しジュノンボーイのコンテスト中には既に事務所に所属して[4] 音楽劇『赤毛のアン』に少年ギルバート役として出演、舞台など芸能活動を行っていた[5][注 1]。同年の第14回「ジュノン・スーパーボーイ・コンテスト」審査員特別賞を受賞。
- 2006年、主役ヴァン役を務めている『ファイナルファンタジーXII』が幾度かの発売延期を経て発売。武田は高校生の時から約2年ほど声優兼モーションキャプチャとして収録に携わっていた。
- 2007年6月、若手俳優ユニットPureBOYSの結成メンバーとなる。2008年8月31日付で卒業[6]。
- 2008年、平成仮面ライダーシリーズ『仮面ライダーキバ』に主人公の一人、紅音也 役で出演[3]。武田が仮面ライダーイクサに変身する時のポーズは仮面ライダー1号のオマージュだという[7]。
- 2009年後期のNHK連続テレビ小説『ウェルかめ』に鈴木一平役で出演。
- 2010年9月30日、有限会社サーカスからA.L.C.Atlantisに移籍したことを発表[8]。
- 2011年、テレビ東京系列「ドラマ24『ここが噂のエル・パラシオ』」の大岡忠輔役で地上波ドラマ初主演。
- 2012年、毎日放送『戦国BASARA -MOONLIGHT PARTY-』で主人公の1人の真田幸村役。伊達政宗役の林遣都とダブル主演。
- 2014年、NHK大河ドラマ『軍師官兵衛』の宇喜多秀家役で大河ドラマ初出演。
- 2018年、平成仮面ライダーシリーズ『仮面ライダービルド』に猿渡一海 / 仮面ライダーグリス役として再び仮面ライダーシリーズに出演した。
- 2020年4月6日、契約満了により長年所属していたA.L.C.Atlantisからセントラル株式会社（現ワイケーエージェント）へ4月1日から所属していることをInstagramで発表した[9]。
- 2021年1月13日、『ヨメ代行はじめました。』で共演した女優の松山メアリと2020年末に結婚したことを自身のSNSにて報告した[10][11]。

## 人物
- 特技は野球、写真、バスケットボール、サーフィン。趣味は野球、写真撮影、映画鑑賞。好きなキャラは自身でのInstagramによるとハンギョドン、ラスカル、ぐんまちゃん、チーバくん、スティッチ。
- 愛犬はポメラニアンのきびところ。保護犬や保護猫の支援活動をファンクラブも巻き込んで行うなど日頃から積極的に取り組んでおり、2024年1月の能登半島地震で犬や猫も被災して飼い主と離れ離れになった現状に「なにかできることはないか」と、自ら石川県獣医師会に連絡。ペットを飼う人にとっての「防災マニュアル」を取りまとめ、きびところとの３ショットとともにインスタグラムに公開した[12]。

### 家族構成
- 父方の実家は創業1909年で100年以上続くクリーニング店を経営しており『有吉ゼミ』に出演した時に店の様子と父も紹介された。父親は少年野球チームの監督をしている。
- 母方は千葉県野田市の石工屋で高名な石工職人の杉崎弥八を先祖に持ち武田は曾孫にあたる[13]。弥八の息子の外祖父は石職人[14]でバイクや洋楽などを好み武田と顔も似ている[15]。外祖父は幼少時の武田にモトクロスをやらせたかったが、武田の父親が「お義父さん、危険です」と言って止めさせた[16]。母親は看護師。
- 3人兄弟の次男で兄と弟がいる。両親が武田たち兄弟にそれぞれ空・海・大地にちなんだ名前をつけて武田は海に関する名前の「航」の字を貰い、その影響か子供のころから海が好きである[17]。

### エピソード・交友関係
- 野球は自らプレーすることも、観戦することも趣味としており、高校野球を始めとするアマチュア野球からプロ野球、MLBまで幅広く造詣が深く、プロ野球の特に熱烈な巨人ファンとしても知られ、2019年から「月刊ジャイアンツ」（報知新聞社刊）で「武田航平の巨人直撃企画『G RIDER』」を連載。2021年12月号の最終回まで3年間、36回にわたって連載を続けた[18][19][20][21]。
- 中学まで続けていた野球は芸能界入りするために断念したが、安田学園から野球の特待生としての話があり、野球部の練習には参加したことがあったという[22]。
- 父親がジャイアンツファンだったことから自身も熱烈G党になり、なかでも原辰徳の大ファンで、1995年10月8日に行われた東京ドームでの原の引退試合セレモニーを父親とともに三塁側スタンドで観戦、当時9歳だった武田は涙を流してその光景を目に焼き付けた[23]。「月刊ジャイアンツ」の連載「武田航平の巨人直撃企画『G RIDER』最終回では「連載の最終目標だった憧れの原辰徳監督へのインタビューは実現できなかったけれど、それは僕にとっての夢の続き。いつか、必ず」と思いをつづった[24]。
- 「月刊ジャイアンツ」の取材では、自ら一眼レフカメラを持って東京・稲城市のジャイアンツ球場に出向き、2019年と2020年の新人合同自主トレを取材[25][26]。沖縄・那覇市の春季キャンプ[27]、宮崎での秋季キャンプなどにも足を運んで出没しては若手選手らに直撃インタビューするなど精力的に取材、選手らと交流を深めている[28][27][29][30]。
- 2019年4月7日にプロ野球イースタン・リーグ、楽天戦（ジャイアンツ球場）で初めて始球式を行った。結果は大暴投で、先発投手としてマウンドの横に控えていたテイラー・ヤングマンから「スゴーイ」と苦笑された[31][32]。
- 「月刊ジャイアンツ」の体験企画としてこれまでに木佐貫洋[33][34]、杉内俊哉[35]からピッチング指導、加藤健からキャッチング指導[36]、片岡治大から守備指導[37]や村田修一[38]、後藤孝志らからはバッティング指導[39][40]をそれぞれ受け、インタビューとともに体験談をリポート。CS日テレジータス『徳光和夫の週刊ジャイアンツ』の番組取材に訪れた際には急きょ番組にゲスト出演した[41]。
- 2009年の映画『ROOKIES -卒業-』では髪型を丸坊主にし、実際は右利きながら左投げの好投手役を演じた[42]。役作りのために、毎日20キロ以上走り込み、生活のすべてを左利きで行うなどしたという[43]。また、役作りで鹿児島実時代の杉内俊哉のフォームを参考[44]。投げ終わりのフォームを当時メジャーで活躍していた岡島秀樹の顔を下に向けてホームベース方向を見ずに投げる「ノールック投法」を完全コピーした[45]。
- 俳優の栄信とは『仮面ライダービルド』で共演して以来、互いのInstagramに度々登場する[46][47]。そこに赤楚衛二も時々登場することがあるほど仲が良い[48]。
- 仮面ライダーシリーズの大ファンであるプロレスラーの棚橋弘至とも親交が深い。決め台詞の「100年に一度の逸材」は、武田が仮面ライダーキバで演じた紅音也のセリフ「100年に一度の天才」が元ネタとされ、お互いInstagramに登場する[49][50][51]。
- 女優の松山メアリとの結婚を自身のSNSで発表すると、それまでの共演者が相次いで祝福メッセージ。恋愛バラエティー『あいのり:AfricanJourney』で共演したベッキーは自身のツイッターで「たけだ、おめでとう！奥ちゃまのことも、“たけだ”って呼ぶね！」とツイート[52]。丸山桂里奈も自身のInstagramやブログで「たけだー、結婚おめでとう！」と祝福[53][54]。瀬戸康史は『仮面ライダーキバ』で演じた主人公・紅渡の父・紅音也役を武田が務めたこともあって自身のツイッターで「父さん…航平くん…本当におめでとう」とコメントを寄せた[55][56]。
- 平成仮面ライダー2作品で主役級の仮面ライダーを演じたことから「〇〇ライダー」と紹介されることも多く、2021年6月14日放送の日本テレビ系情報番組『ヒルナンデス!』の「教えて！芸能人先生！」のコーナーでは「洗濯ライダー!?俳優・武田航平の洗濯術!」として出演。冒頭に武田も「今日は先生、もしくは洗濯ライダーと呼んでください」と自己紹介。実家が100年以上続くクリーニング店であることから洗濯名人、キレイ好きのイメージが定着している[57][58][59]。
- 人気の番組やキャラクターに投票できるNHK・BSプレミアム「全〇〇大投票」シリーズの『発表!全仮面ライダー大投票』で、総投票数56万7,710 票の集計結果、武田が出演した『仮面ライダービルド』が作品部門で5位に入り、猿渡一海役で変身する仮面ライダーグリスが仮面ライダー部門で10位にランクイン。主役ライダー以外のいわゆる2号ライダー、3号ライダーでは、武田が演じた仮面ライダーグリスが仮面ライダー部門の最高順位だった[60]。
- 映画「Floating Holiday フローティング・ホリデーズ」でW主演の小澤真利奈と18年ぶりの共演を果たした。2006年に発売されたゲームソフト『ファイナルファンタジーXII』で主人公のヴァンと幼なじみのヒロイン・パンネロで共演して以来で、今回は適応障害と診断された姉と自由奔放に生きる弟の役での顔合わせに、増田有美監督は「すごい上手にお二人が（息ピッタリに）姉弟を演じてくれた」と絶賛。さらに「俳優さんて、裏があって性格が悪いかと思っていたけれど、本当にフツーの、その年のフツーの人たちなんだと、お二人が自分の間違っていた考えを正してくれました」と撮影時のエピソードを披露。さらに、自然体の演技を引き出すためにメイクなども禁止にしたことを明かし、司会者からは「それでもあれだけカッコいいんですから…」と話を向けられた武田が「（元）ジュノンボーイですから！」と返し、会場を沸かした[61]。

## 出演

### テレビドラマ
- 塩カルビ（2002年10月 - 12月、テレビ神奈川・KBS京都） - 吉良隆二 役
- LOVERS SWEET SIDE：「キャメルのコートを私に」（2003年1月4日、TBS） - カキモト 役
- 恋する日曜日 第16話「電車」（2003年7月20日、BS-i） - 倉橋亘 役
- 霊女 MISAKI（2003年10月4日 - 12月27日、テレビ東京） - 風間信吾 役[注 2]
- 68FILMS 東京少女 第8話「それっきりだった」（2004年2月14日、BS-i・BSフジ） - 藤本 役
- 弟 第1夜（2004年11月17日、テレビ朝日） - 石原裕次郎（13〜15歳） 役
- 怪談新耳袋 第4シリーズ 第68話「青いレインコート」（2005年3月21日、BS-i）
- 7人の女弁護士（2006年4月13日 - 6月8日、テレビ朝日） - 藤堂雅人 役
- ドラマW CHiLDREN チルドレン（2006年5月21日、WOWOW） - 丸川明 役
- マイ☆ボス マイ☆ヒーロー（2006年7月8日 - 9月16日、日本テレビ） - 平塚隆介 役
- 鬼嫁日記 いい湯だな（2007年4月17日 - 6月26日、関西テレビ・フジテレビ） - ケン 役
- 花ざかりの君たちへ〜イケメン♂パラダイス〜（2007年7月3日 - 9月18日、フジテレビ） - 北花田航平 役
  - 花ざかりの君たちへ～イケメン♂パラダイス～卒業式＆7と1/2話スペシャル（2008年10月12日）
- 侍ショートフィルム 第1話 想い「それっきりだった」（2007年12月16日、BS-i） - 藤本 役
- 正しい王子のつくり方（2008年1月8日 - 3月25日、テレビ東京） - 野田隼人 役
- 仮面ライダーシリーズ（テレビ朝日）
  - 仮面ライダーキバ（2008年1月27日 - 2009年1月18日） - 紅音也、紅正夫（最終話） 役
  - 仮面ライダーディケイド 第20話・第21話（2009年6月7日・14日） - 紅音也 役
  - 仮面ライダービルド 第17話 - 最終話（2018年1月7日 - 8月26日） - 猿渡一海 / 仮面ライダーグリス 役[62]
- 連続テレビ小説 ウェルかめ 第6話 - 最終話（2009年10月3日 - 2010年3月27日、NHK総合） - 鈴木一平 役[63]
- 悪党〜重犯罪捜査班 事案4（2011年2月18日、ABCテレビ・テレビ朝日系） - 大倉俊哉 役
- 犬を飼うということ〜スカイと我が家の180日〜（2011年4月15日 - 6月10日、テレビ朝日） - 川島秀樹 役
- ここが噂のエル・パラシオ（2011年10月8日 - 12月24日、テレビ東京） - 主演・大岡忠輔 役[64]
- 理想の息子（2012年1月14日 - 3月17日、日本テレビ） - 内山吾郎 役
- Wの悲劇（2012年4月26日 - 6月14日、テレビ朝日） - 和辻卓夫 役
- 戦国BASARA -MOONLIGHT PARTY-（2012年7月13日 - 9月21日、MBS） - 主演・真田幸村 役（林遣都とダブル主演）[65]
- ドラマWスペシャル 尋ね人（2012年11月3日、WOWOW） - 喜多門雅哉（青年期） 役
- そこをなんとか（2012年10月21日 - 12月16日、NHK BSプレミアム） - 改世幸喜 役
  - そこをなんとか2 第5回 - 最終回（2014年8月31日 - 9月21日）
- ヨメ代行はじめました。 第11話・最終話（2013年3月22日・29日、関西テレビ） - タケシ 役
- みんな!エスパーだよ! 第1話・第3話・第11話・最終話（2013年4月13日・27日・6月29日・7月6日、テレビ東京） - 江崎 役
- 雲の階段 第5話（2013年5月15日、日本テレビ） - 五島直哉 役
- ダブルス〜二人の刑事 第6話（2013年5月23日、テレビ朝日） - 園部正男 役
- 花咲くあした（2014年1月5日 - 2月23日、NHK BSプレミアム） - 花咲光 役
- 闇金ウシジマくん Season2（2014年1月17日 - 3月7日、MBS・TBS系） - 隼人 役
- 大河ドラマ 軍師官兵衛 第42回・第44回・第46回・第49回（2014年10月19日・11月2日・16日・12月7日、NHK） - 宇喜多秀家 役
- 天皇の料理番 第4話（2015年5月17日、TBS） - 五百木の息子 役
- 京都人情捜査ファイル 第4話（2015年5月21日、テレビ朝日） - 葉山慎吾 役
- ホテルコンシェルジュ（2015年7月7日 - 9月22日、TBS） - 丹後悠大 役
- Eテレ・ジャッジ『地球防衛機構(株)』（2015年10月6日・20日、NHK Eテレ） - 赤星 役
- 青春探偵ハルヤ〜大人の悪を許さない!〜 第1話・第2話（2015年10月15日・22日、読売テレビ・日本テレビ系） - 広沼雅司 役
- 刑事バレリーノ（2016年1月9日、日本テレビ） - 尾澤篤史 役
- スミカスミレ 45歳若返った女 第2話（2016年2月12日、テレビ朝日）
- HiGH&LOW〜THE STORY OF S.W.O.R.D.〜 Season2 第5話（2016年5月22日、日本テレビ） - 平井 役
- 土曜ワイド劇場 人類学者・岬久美子の殺人鑑定6（2016年6月11日、テレビ朝日） - 宮村涼平 役
- ドラマスペシャル 巨悪は眠らせない 特捜検事の逆襲（2016年10月5日、テレビ東京） - 中田修治 役
- 山女日記〜女たちは頂を目指して〜 第3回・第4回（2016年11月20日・27日、NHK BSプレミアム） - 小野大輔 役
- 子連れ信兵衛2 第4回（2016年12月2日、NHK BSプレミアム） - 又八 役
- でも、結婚したいっ！〜BL漫画家のこじらせ婚活記〜（2017年4月4日、カンテレ・フジテレビ系）
- ミステリースペシャル 森村誠一の棟居刑事10 棟居刑事の凶縁（2017年9月28日、テレビ朝日） - 深尾正臣 役
- ラブホの上野さん Season2 Lesson8（2017年11月30日、フジテレビ） - 大塚 役
- 大河ファンタジー「精霊の守り人 最終章」 第6回・第7回・最終回（2018年1月6日・13日・27日、NHK総合） - オバル 役
- グッドモーニング・コール our campus days episode 04（2018年5月17日、フジテレビ）
- 妖怪! 百鬼夜高等学校（2018年10月18日 - 12月28日、BS日テレ） - 海坊主 役[66]
- 江戸前の旬 第6貫（2018年11月18日、BSテレ東） - 伊達隼人 役
- 新・ミナミの帝王～親の心子知らず、子の心親知らず～（2019年1月14日、カンテレ） - 水木克也 役
- 家売るオンナの逆襲 第6話（2019年2月13日、日本テレビ） - 八十多湊人 役
- 新しい王様 Season2 第4話 - 第7話（2019年3月12日 - 4月2日、TBS）[67]
- 浮世の画家（2019年3月24日、NHK BS8K / 3月30日、NHK総合） - 三宅二郎 役
- 歌舞伎町弁護人 凛花（2019年4月14日 - 7月7日、BSテレ東） - 牛島連司 役[68]
- 簡単なお仕事です。に応募してみた 第5話（2019年8月20日、日本テレビ） - 新郎・純一郎 役
- リーガル・ハート 〜いのちの再建弁護士〜 第6話・最終話（2019年8月26日・9月2日、テレビ東京） - 坪井 役[69]
- ミリオンジョー（2019年10月10日 - 12月26日、テレビ東京） - 石田 役[70]
- 特捜9 season3 第1話（2020年4月8日、テレビ朝日） - 上田雅也 役
- 未解決の女 警視庁文書捜査官 Season2 第6話・最終話（2020年9月10日・17日、テレビ朝日） - 入沢博人 役
- 星になりたかった君と（2021年1月4日・5日、日本テレビ） - 佐々木卓哉 役
- 24 JAPAN 第13話 - 第17話・第22話・第23話（2021年1月8日 - 2月5日・3月12日・19日、テレビ朝日） - アレクシス・林 役
- 理想のオトコ 第3話 - 最終話（2021年4月22日 - 5月27日、テレビ東京） - 安積正樹 役
- 警視庁ゼロ係～生活安全課なんでも相談室～SEASON5 第4話（2021年5月21日、テレビ東京） - 秋本雄彦 役
- 最高のオバハン 中島ハルコ 第7話・最終話（2021年5月22日・29日、東海テレビ・フジテレビ系） - 大石瑛太 役
- 探偵☆星鴨 第8話・最終話（2021年6月15日・29日、日本テレビ） - 鮫島亮 役[71][72][73]
- 声春っ! 第8話 - 最終話（2021年6月17日 - 7月1日、日本テレビ） - 柿沢徹 役
- 連続ドラマW 華麗なる一族 第10話（2021年6月27日、WOWOW） - 熊本 役
- ただ離婚してないだけ（2021年7月8日 - 9月30日、テレビ東京） - 柿野利治 役[74]
- フェイクラブ（2021年7月7日、フジテレビ） - 武田航平（本人） 役[75][76][77]
- IP〜サイバー捜査班 第7話（2021年8月26日、テレビ朝日） - 酒井大悟 役
- スイートリベンジ 第6話 - 最終話（2021年8月30日 - 11月16日、フジテレビ） - アキナガ 役[78][79]
- 准教授・高槻彰良の推察 Season2 第6話 - 最終話（2021年11月14日 - 28日、WOWOW / 2022年3月19日・26日、東海テレビ・フジテレビ系） - 長谷部康介 役[80]
- ゴシップ #彼女が知りたい本当の〇〇 第2話（2022年1月13日、フジテレビ） - 前橋恵一 役[81]
- 恋と友情のあいだで ＜里奈Ver.＞（2022年3月21日 - 25日、フジテレビTWO・フジテレビTWOsmart） - 二階堂直哉 役[82]
- 決戦!源平の戦い（2022年3月31日、NHK BS4K / 4月9日、NHK BSプレミアム・NHK BS4K） - 平知盛 役[83]
- 晩酌の流儀（2022年7月2日 - 8月20日、テレビ東京） - 島村直人 役[84]
  - 晩酌の流儀 年末スペシャル 〜一年の最後に、最高の一杯を〜（2022年12月31日）[85]
  - 晩酌の流儀2（2023年7月8日 - 9月23日）[86]
  - 晩酌の流儀3（2024年6月29日 - 9月21日）[87]
  - 晩酌の流儀4 〜夏編〜（2025年6月28日 - ）[88]
- 競争の番人 第1話 - 第3話（2022年7月11日 - 25日、フジテレビ） - 石田正樹 役
- 刑事7人 シーズン8 第1話（2022年7月13日、テレビ朝日） - 桑原正純 役
- オールドファッションカップケーキ（2022年8月17日 - 9月21日、フジテレビ＜関東ローカル＞） - 主演・野末 役[89]
- 霊媒探偵・城塚翡翠 第3話（2022年10月30日、日本テレビ） - 石内教諭 役[90]
- ウツボラ（2023年3月24日 - 5月12日、WOWOW） - 海馬芳嗣 役[91]
- ながたんと青と-いちかの料理帖-（2023年3月24日 - 5月26日、WOWOW） - 川上 役[92]
- ゲキカラドウ2 第9話（2023年6月2日、テレビ東京） - 佐藤啓樹 役[93]
- 雛菊 警視庁強行犯係 樋口顕（2023年6月26日、テレビ東京） - 山下淳史 役[94]
- 癒やしのお隣さんには秘密がある（2023年7月8日 - 9月30日、日本テレビ） - 坂本省吾 役[95]
- 最高の生徒〜余命1年のラストダンス〜（2023年7月15日 - 9月23日、日本テレビ） - 伴健 役[96]
- みなと商事コインランドリー2 第4話 - 第6話（2023年7月27日 - 8月10日、テレビ東京） - 桐原先生 役[97]
- ブラックガールズトーク 第5話 - 第8話（2024年3月4日 - 25日、テレビ東京） - 池ヶ谷慧 役
- 花咲舞が黙ってない 第3シリーズ 第2話（2024年4月20日、日本テレビ） - 八代智哉 役[98]
- ACMA:GAME アクマゲーム 第4話（2024年4月28日、日本テレビ） - 犬飼武彦 役[99]
- 御社の乱れ正します! 第6話 - 第8話（2024年5月7日 - 21日、BS-TBS） - 佐分利篤弘 役[100]
- ゲームの名は誘拐（2024年6月9日 - 6月30日、WOWOW） - 杉本智也 役[101]
- 嗤う淑女 第6話・第7話・最終話（2024年8月31日・9月7日・21日、東海テレビ・フジテレビ系） - 武田良平 役[102]
- ハスリンボーイ（2024年11月1日 - 12月20日、WOWOW）- 田辺ケンゴ 役[103]
- きみの継ぐ香りは（2024年11月8日 - 12月27日、TOKYO MX） - 恩田良助 役[104]
- 財閥復讐〜兄嫁になった元嫁へ〜（2025年1月6日 - 3月10日、テレビ東京） - 伊勢雅之 役[105]
- 失踪人捜索班 消えた真実 第6話 - 最終回（2025年5月16日 - 6月6日、テレビ東京） - 鎌田俊樹 役[106]

### テレビ出演

#### レギュラー出演
- スポナビZ（2002年10月5日 - 2003年3月29日、フジテレビ） - メインサポーター
- ハピふる!（2007年10月1日 - 2008年4月15日、フジテレビ） - お天気キャスター「ハピふる!BOYS」
- Music&Entertainment ガチカメ7（2009年4月 - 2010年9月、読売テレビ） - ナビゲーター「ガチカメ7隊員」
- あいのり：African Journey（2020年1月12日 - 6月28日、フジテレビ / 2019年9月5日よりNetflixで配信） - MC[107]

#### ゲスト出演
- 明石家さんちゃんねる（2008年6月4日・11日・7月16日、TBS）
- イケメンサバイバルツアー（2008年10月12日、フジテレビ）
- チュー'sDAYコミックス 侍チュート!（2009年4月28日・6月30日・7月7日・14日、MBS・TBS系）
- まる得マガジン（2020年10月5日 - 8日・12日 - 15日、NHK Eテレ）[108]

### 映画
- Summer Nude（2003年7月12日、アルゴ・ピクチャーズ） - 井上たかゆき 役
- 集団殺人クラブ 最後の殺戮（2004年7月10日、ケイエスエス） - マサヤ 役
- 天使が降りた日 第3話「天使のカウントダウン」（2005年3月5日、ライム・ライト） - 少年 役
- TKO HIPHOP（2005年10月1日、アートポート） - 太田雅志 役
- ゴーヤーちゃんぷるー（2006年6月24日、アウル21） - ケン 役
- あかね空（2007年3月31日、角川映画） - 栄太郎 役
- ワルボロ（2007年9月8日、東映） - ビーバー 役
- クローズZERO（2007年10月27日、東宝） - 千田ナオキ 役
- 仮面ライダーシリーズ（東映）
  - 劇場版 仮面ライダー電王&キバ クライマックス刑事（2008年4月12日） - 紅音也 役
  - 劇場版 仮面ライダーキバ 魔界城の王（2008年8月9日） - 紅音也 役
  - 仮面ライダー平成ジェネレーションズ FINAL ビルド&エグゼイドwithレジェンドライダー（2017年12月9日） - 仮面ライダーグリス（声） 役[注 3]
  - 劇場版 仮面ライダービルド Be The One（2018年8月4日） - 猿渡一海 / 仮面ライダーグリス 役[109]
  - 平成仮面ライダー20作記念 仮面ライダー平成ジェネレーションズ FOREVER（2018年12月22日） - 猿渡一海 / 仮面ライダーグリス 役[110]
- ROOKIES -卒業-（2009年5月30日、東宝） - 川上貞治 役
- 戦国BASARA-MOONLIGHT PARTY- Remix 前篇・後篇（2012年11月24日、日本出版販売） - 主演・真田幸村 役（林遣都とダブル主演）
- ROUTE42（2014年4月12日、アールツーエンターテインメント）
- 学校の怪談 呪いの言霊（2014年5月23日、エル・ティー・コーポレーション） - 一樹 役
- 映画 みんな!エスパーだよ!（2015年9月4日、ギャガ） - 江崎 役
- HiGH&LOW THE MOVIEシリーズ（松竹） - 平井 役
  - HiGH&LOW THE MOVIE（2016年7月16日）
  - HiGH&LOW THE MOVIE 2 END OF SKY（2017年8月19日）
  - HiGH&LOW THE MOVIE 3 FINAL MISSION（2017年11月11日）
- 光と禿（2017年4月22日、SPOTTED PRODUCTIONS） - 桐島 役
- 狂い華「ワルツ」（2017年10月14日、パロマプロモーション） - 大石健二 役
- リンキング・ラブ（2017年10月28日、BS-TBS） - 吉岡啓介 役
- 星くず兄弟の新たな伝説（2018年1月20日、マジックアワー） - 主演・シンゴ 役（三浦涼介とダブル主演）
- GOZEN-純恋の剣-（2019年7月5日、東映ビデオ） - 寺脇甚八郎 役[111]
- 秘密の花園（2021年4月17日） - 片岡先輩 役[112]
- てぃだ いつか太陽の下を歩きたい（2022年9月2日、エムエフピクチャーズ） - 安里リョータ 役[113]
- この小さな手（2023年4月8日、フルモテルモ） - 主演・和真 役[114]
- Floating Holidays フローティング・ホリデーズ（2024年2月16日、ニチホランド）-主演・まさゆき（まーちゃん）役（小澤真利奈とダブル主演）[115]
- やがて海になる（2025年10月24日公開予定） - 主演・和也 役（三浦貴大とダブル主演）[116][117][118]

### 配信番組
- DHCキレイを磨く！エクストリームBeauty（2016年9月19日・2017年6月6日、DHCテレビジョン）
- ファイナルファンタジーXII ザ ゾディアック エイジ 公式放送（2017年4月26日 - 7月12日、YouTube＆ニコニコ生放送）
- 平成仮面ライダー20作品記念！トークにゲームにプレゼント！20連発クリスマス生放送（2018年12月12日、YouTube＆ニコニコ生放送）

### オリジナルビデオ
- 仮面ライダーキバ アドベンチャーバトルDVD 〜キミもキバになろう〜（2008年） - 紅音也 役
- てれびくん超バトルDVD 仮面ライダービルド 誕生！クマテレビ!! VS仮面ライダーグリス（2018年1月） - 猿渡一海 / 仮面ライダーグリス 役
- ビルド NEW WORLD（2019年） - 猿渡一海 / 仮面ライダーグリス 役
  - ビルド NEW WORLD 仮面ライダークローズ（4月24日リリース）[119]
  - ビルド NEW WORLD 仮面ライダーグリス（11月27日リリース） 主演
    - 同時上映 ドルヲタ推しと付き合うってよ（11月27日リリース）主演[120]

### 配信ドラマ
- ネット版 仮面ライダー裏キバ 魔界城の女王（2008年7月11日 - 8月15日） - 紅音也 役
- Pepper the Movie「404」（2016年3月14日）[121]
- ヨコハマタイヤ オリジナルショートムービー 雨の出会い坂 第2話「約束」（2017年3月10日） - 細井孝一 役
- 東京ヴァンパイアホテル（2017年6月16日、Amazonプライム・ビデオ） - レッド 役
- ラブホの上野さん season2 Lesson8（2017年9月20日、FOD） - 大塚 役
- グッドモーニング・コール our campus days episode 04（2017年9月22日、FOD）
- 雨が降ると君は優しい 第3話・第4話（2017年9月23日、Hulu） - 瀬古 役
- 特命係長 只野仁 第50話（2018年1月2日、AbemaTV） - 島崎 役
- 新しい王様 Season2 第4話 - 第7話（2019年2月7日 - 28日、Paravi）
- 宇宙同窓会（2020年6月6日・7日、LIVEPARK） - 木村（キム） 役[122]
- フェイクラブ（2020年10月9日 - 11月6日、FOD） - 武田航平（本人） 役[77]
- スイートリベンジ 第6話 - 最終話（2021年4月27日・8月31日 - 10月5日、FOD） - アキナガ 役[79]
- シンデレラ・コンプレックス 第1話 - 第3話（2021年7月13日 - 27日、Paravi） - 上利圭市 役[123]
- 死神さん 第肆話（2021年10月8日、Hulu） - 梶浦雅樹 役
- Huluオリジナルストーリー 逃亡医F 運命を変えた瞬間 第1話（2022年2月19日、Hulu） - 軽井 役
- 恋と友情のあいだで - 二階堂直哉 役[82]
  - ＜廉Ver.＞（2022年3月21日 - 25日、ひかりTV）
  - ＜里奈Ver.＞（2022年4月8日 - 5月6日、FOD）
- オールドファッションカップケーキ（2022年6月13日 - 7月4日、FOD・Rakuten TV） - 主演・野末 役[124][注 4]
- 沈黙の艦隊 Season1 東京湾大海戦 第4話 - 第8話（2024年2月9日 - 16日、Amazon Prime Video） - 林 役

### ラジオドラマ
- 音楽ドラマ「恋する♪クラシック 〜吹奏楽編〜」（2014年8月23日、NHK-FM） - 手塚利人 役
- サタデードラマハウス 美男子劇場 第14弾「海への祈り」（2015年12月5日 - 26日、JFN） - 主演・堀越浩二 役
- FMシアター「山のあなたに住むものは」（2021年7月3日、NHK-FM） - 主演・糟中駿 役[125][126]

### 舞台
- 音楽劇『赤毛のアン』（2001年8月25日・9月15日・12月2日） - 少年ギルバート 役[127]
- 道（2002年4月、アイビット目白）[128]
- サマーデイズ（2002年7月、東京芸術劇場小ホール1）[129]
- オサエロ（2007年1月、Air Studio） - 稲島陽一 役
- PureBOYS act.1 『7Cheers!〜翔べ!自分という大地から!〜』（2007年10月、博品館劇場）
- PureBOYS act.2 『7Dummy's Blues.』（2008年8月、青山円形劇場）
- 薄桜鬼 新選組炎舞録（2010年10月、天王洲 銀河劇場） - 藤堂平助 役
- 朗読劇 緋色の研究（2012年10月11日、天王洲 銀河劇場） - ワトソン 役
- 詭弁・走れメロス（2012年12月 - 2013年2月、神奈川芸術劇場/博品館劇場/サンケイホールブリーゼ） - 主演・芽野史郎 役
  - 詭弁・走れメロス（再演） （2016年4月 - 2016年5月、新宿シアターサンモール/京都劇場） - 主演・芽野史郎 役
- 朗読劇 その後のふたり（2013年4月、天王洲 銀河劇場） - 純哉 役
- 朗読劇 私の頭の中の消しゴム（2013年6月、天王洲 銀河劇場） - 浩介 役
- タンブリング Vol.4（2013年8月 - 9月、赤坂ACTシアター/シアターBRAVA!） - 木庭輝樹 役
- 七変化音楽劇 有頂天家族（2014年1月 - 2月、本多劇場/京都劇場） - 主演・下鴨矢三郎 役
- 劇団カムカムミニキーナ2014年本公演　G海峡〜禍福はあざなえる縄のごとし〜（2014年11月、座・高円寺/ABCホール） - 主演・ツキノエ/刈谷ケンタロウ 役
- ホリプロ銀河劇場ニュージェネレーションシリーズ朗読劇
  - 春のめざめ（2014年12月、天王洲 銀河劇場） - ガボール、ヘンスヒェン 役
  - 僕とあいつの関ヶ原（2014年12月・2015年8月5日、天王洲 銀河劇場） - 島左近、染音 役
- 新・幕末純情伝（2015年1月、新国立劇場小劇場） - 坂本龍馬 役
- カムカムミニキーナ劇団旗揚げ25周年記念公演　スワン・ダイブ（2015年5月 - 6月、本多劇場/ABCホール/やまと郡山城ホール） - 主演・小碓（ヤマトタケル） 役
- TRUMP（2015年11月 - 12月、Zeppブルーシアター六本木/サンケイホールブリーゼ） - アレン・ストラウフ、ティーチャークラウス 役[注 5]
- 演劇集団キャラメルボックス　サマーツアー2016『彼は波の音がする』『彼女は雨の音がする』（2016年7月 - 8月、サンシャイン劇場/サンケイホールブリーゼ） - 岩代旭、佐野慎吾 役
- 劇団方南ぐみ『THE面接』（2016年9月 - 10月、俳優座劇場） - 渋谷太郎 役
- 愛の終着駅（2016年10月8日、下北沢ザ・スズナリ）
- タクフェス第5弾「ひみつ」（2017年10月 - 12月、鹿児島市民文化ホール/北國新聞赤羽ホール/富山県教育文化会館/りゅーとぴあ・劇場/サンシャイン劇場/足利市民プラザ/周南市文化会館/刈谷市総合文化センター/道新ホール/梅田芸術劇場シアター・ドラマシティ）
- 音楽朗読劇 ヘブンズ・レコード〜青空篇〜（2018年10月10日 - 12日、有楽町よみうりホール/10月18日 - 21日、神戸新聞松方ホール）
- 春の修学旅行 妖怪! 百鬼夜高等学校 〜一条通と付喪神〜（2019年3月2日、新宿FACE） - 海坊主 役
- イノサンmusicale（2019年11月29日 - 12月10日、ヒューリックホール東京） - アラン・ベルナール 役

### Webアニメ
- 監獄実験 -プリズンラボ-（2018年12月28日 - 、アニメビーンズ） - 主演・江山藍都 役[130]

### ゲーム
- ファイナルファンタジーシリーズ（スクウェア・エニックス） - ヴァン 役[注 6]
  - ファイナルファンタジーXII（2006年3月16日、PS2） - 主演（声・モーションキャプチャ[注 7]）
  - FINAL FANTASY XII THE ZODIAC AGE（2017年7月13日、PS4） - 主演（声・モーションキャプチャ）
  - モンスターストライク（2017年2月16日、XFLAG、iOS・Android）[131]
  - ファイナルファンタジー ブレイブエクスヴィアス（2020年3月1日、iOS ・Android）
- 仮面ライダー バトライド・ウォー シリーズ（バンダイナムコゲームス） - 仮面ライダーイクサ（紅音也） 役
  - 仮面ライダー バトライド・ウォーII（2014年6月26日、PS3・Wii U）
  - 仮面ライダー バトライド・ウォー創生（2016年2月25日、PS4・PS3・PS Vita）
- 仮面ライダーバトル ガンバライジング（2018年3月22日、データカードダス） - 仮面ライダーグリス / 仮面ライダーグリスブリザード、仮面ライダーイクサ / 仮面ライダーダークキバ（紅音也）、仮面ライダーキバ（紅正夫） 役
- 仮面ライダー シティウォーズ（2018年、Android・iOS） - 仮面ライダーダークキバ（音也）、仮面ライダーグリス 役
- 仮面ライダー ブットバソウル（2018年11月9日、アーケード） - 猿渡一海 / 仮面ライダーグリス、紅音也 / 仮面ライダーダークキバ / 仮面ライダーイクサ 役[132]
- 仮面ライダーバトル ガンバレジェンズ（2023年、アーケード） - 仮面ライダーグリス、仮面ライダーイクサ（音也） / 仮面ライダーダークキバ（音也）、仮面ライダーキバ（正夫） 役

### ファッションショー
- ナルミヤファッションショー（2001年11月7日・8日）
- 札幌コレクション（2009年4月29日、月寒アルファコートドーム）
- 神戸コレクションPLUS（2009年9月18日、ラヴィマーナ神戸）
- 札幌コレクション（2011年4月29日、北海道立総合体育センター）

### CM
- コカ・コーラ サマープロモーション'02（2002年）
- サントリー「C.C.レモン」（2003年 - 2004年）
- K-POWERグループ（2009年）
- DeNA「mobage『神撃のバハムート』」（2012年 - 2013年）
- ハウスウェルネスフーズ「C1000 レモンウォーター」（2013年）
- JACK「JACK JOURNAL LOOK BOOK No.1〜2」（2014年 - 2015年）
- 大塚製薬「オロナミンC」（2018年）
- スクウェア・エニックス「ファイナルファンタジーXII ザ ゾディアック エイジ」（2019年） - ナレーション[133]
- 日本マイクロソフト「モダンPC」（2019年 - 、Web CM）

### ミュージックビデオ
- SOFFet「Life」（2006年11月15日、rhythm zone）
- ザ・ルーズドッグス「ONE DAY」（2008年3月5日、cutting edge）
- ザ・ルーズドッグス「奏愛〜かなであい〜（Life size Version）」（2008年11月19日、cutting edge）[注 8]
- AKB48「ギンガムチェック」（2012年8月29日、キングレコード）
- JUJU「守ってあげたい」（2013年11月20日、ソニー・ミュージックアソシエイテッドレコーズ）
- 神聖かまってちゃん「きっと良くなるさ」（2016年7月6日、unBORDE）[注 9]
- 岸洋佑「牛丼の歌」（2019年9月25日、日本コロムビア）[134]

#### 仮面ライダーキバ関連
- 紅音也（武田航平）「This love never ends」
- 素晴らしき青空の会（武田航平・高橋優・加藤慶祐・柳沢なな）「Inherited-System」

※共に仮面ライダーキバのアルバム『inherited-System』のDVD付版、『ミュージックビデオライダー 「匠」』、『コンプリートビデオライダー 「極」』 に収録

### 玩具
- 仮面ライダービルド 変身凍拳 DXグリスブリザードナックル（2018年12月） - 猿渡一海 役
- 仮面ライダーグリス DXグリスパーフェクトキングダム[注 10]（2019年11月） - 猿渡一海 役
- COMPLETE SELECTION MODIFICATION イクサベルト&イクサライザ―（2020年9月） - 紅音也 役
- 仮面ライダーキバ CSMダークキバットベルト（2024年3月14日）

### その他コンテンツ
- ファイナルファンタジーXII レヴァナント・ウイング「ジャンプフェスタ2007 トレーラーPV（2007年、PV） - ヴァン 役

### 月刊ジャイアンツ

#### 武田航平の巨人直撃企画「G RIDER」
- 第1回 東京ドームMVP表彰式取材（2019年1月号）[135]
- 第2回 西村健太朗との対談インタビュー（2019年2月号）[136][137][138]
- 第3回 新人合同自主トレ取材（2019年3月号）[139][140]
- 第4回 ジャイアンツ寮取材（2019年4月号）[141]
- 第5回 沖縄・那覇キャンプ取材（2019年5月号）[28]
- 第6回 イースタン・リーグ始球式体験リポート（2019年6月号）[31]
- 第7回 木佐貫洋ファーム投手コーチのピッチング指導リポート（2019年7月号）[33][142]
- 第8回 村田修一ファーム打撃コーチ兼内野守備コーチのバッティング指導リポート（2019年8月号）[143][144]
- 第9回 ジャイアンツアカデミー取材（2019年9月号）[145][146]
- 第10回 片岡治大ファーム内野守備走塁コーチの守備指導リポート（2019年10月号）[147][148]
- 第11回 杉内俊哉ファーム投手コーチのピッチング指導リポート（2019年11月号）[149]
- 第12回 引退・阿部慎之助選手、ありがとう（2019年12月号）[150]
- 第13回 山下航汰選手インタビュー（2020年1月号）[151]
- 第14回 宮崎・秋季キャンプ取材、戸郷翔征選手インタビュー（2020年2月号）[30][152][153]
- 第15回 新人合同自主トレ、アンダーアーマー取材（2020年3月号）[154]
- 第16回 日テレジータス「徳光和夫の週刊ジャイアンツ」取材、徳光和夫インタビュー（2020年4月号）[41]
- 第17回 アンダーアーマーでユニホーム作り体験取材（2020年5月号）[155][156]
- 第18回 2020年ペナントレース予想（2020年6月号）[157]
- 第19回 北村拓己選手インタビュー（2020年7月号）[158]
- 第20回 日テレジータス特番「ジャイアンツ！歓喜の祝勝会SP」連動インスタライブ出演リポート（2020年8月号）[159]
- 第21回 湯浅大選手インタビュー（2020年9月号）[160][161]
- 第22回 菊田拡和選手インタビュー（2020年10月号）[162]
- 第23回 田中貴也選手インタビュー（2020年11月号）[163]
- 第24回 矢貫俊之ファームディレクター補佐インタビュー（2020年12月号）[164][165]
- 第25回 加藤健３軍バッテリーコーチのキャッチング指導リポート（2021年1月号）[166]
- 第26回 後藤孝志1軍野手チーフコーチのバッティング指導リポート（2021年2月号）[39][167]
- 第27回 篠塚和典対談インタビュー（2021年3月号）[168][169]
- 第28回 ミズノ社フラッグシップショップ取材（2021年4月号）[170][171]
- 第29回 NewEra®展示会潜入取材（2021年5月号）[172]
- 第30回 川崎憲次郎対談インタビュー・前編（2021年6月号）[173][174]
- 第31回 川崎憲次郎対談インタビュー・後編（2021年7月号）[175]
- 第32回 岡島秀樹対談インタビュー・前編（2021年8月号）[176][177]
- 第33回 岡島秀樹対談インタビュー・後編（2021年9月号）[178][179]
- 第34回 中畑清対談インタビュー・前編（2021年10月号）[180]
- 第35回 中畑清対談インタビュー・後編（2021年11月号）[181]
- 第36回 総集編～武田リポート（2021年12月号）※最終回[21]

## ディスコグラフィ

### キャラクターソング
| 発売日        | 商品名                     | 歌                                                    | 楽曲                     | 備考                                             |
| ------------- | -------------------------- | ----------------------------------------------------- | ------------------------ | ------------------------------------------------ |
| 2008年8月6日  | Circle of Life 1986Ver.    | Crimson-FANG feat.紅音也（武田航平）                  | 「With me」              | 映画『劇場版 仮面ライダーキバ 魔界城の王』関連曲 |
| 2008年12月3日 | Inherited-System           | 紅音也（武田航平）                                    | 「This love never ends」 | テレビドラマ『仮面ライダーキバ』関連曲           |
| 2008年12月3日 | Inherited-System           | 素晴らしき青空の会                                    | 「Inherited-System」     | テレビドラマ『仮面ライダーキバ』関連曲           |
| 2009年6月24日 | Masked Rider Kiva Re-Union | Otoya Kurenai（武田航平） with TETRA-FANG             | 「Supernova Love Edit.」 | テレビドラマ『仮面ライダーキバ』関連曲           |
| 2009年6月24日 | Masked Rider Kiva Re-Union | Wataru Kurenai（瀬戸康史）、Otoya Kurenai（武田航平） | 「Beginning 〜Message3」 | テレビドラマ『仮面ライダーキバ』関連曲           |

## 作品

### 写真集
- CRUISE（2009年2月28日、角川グループパブリッシング、撮影:西田幸樹） ISBN 978-4-04-895042-8
- 「#」（先行販売2018年11月23日、一般販売2018年12月21日、撮影:TAPPEI）

### DVD
- PEACE（2009年3月18日、ポニーキャニオン）
- 「#」メイキングDVD（先行販売2018年11月23日、一般販売2018年12月21日)